# Chór (instrumentoznawstwo)
Chór – termin używany w odniesieniu do instrumentów strunowych, oznaczający strunę (pojedynczy chór), bądź pewną liczbę jednobrzmiących strun, najczęściej parę (podwójny chór), rzadziej trójkę (potrójny chór). Struny takie szarpie się jednocześnie (traktując je jak pojedynczą strunę), nie zaś każdą z osobna. Zdarza się również, że jedna struna z chóru strojona jest o oktawę niżej.
Zastosowanie w instrumentach strunowych, podwójnych lub potrójnych chórów było w przeszłości podyktowane względami praktycznymi. Od średniowiecza do XIX wieku używano strun jelitowych, bądź jedwabnych. Struny takie były o wiele delikatniejsze niż ich współczesne, nylonowe odpowiedniki aby więc uzyskać dźwięk o większej mocy konstruowano instrumenty o podwójnych (lub potrójnych) strunach. W celu wzmocnienia dźwięku chórów basowych strojono je zwykle w oktawach. Również współcześnie konstruuje się instrumenty o podwójnych chórach (np. mandoliny).

## Przykłady instrumentów wielochórowych

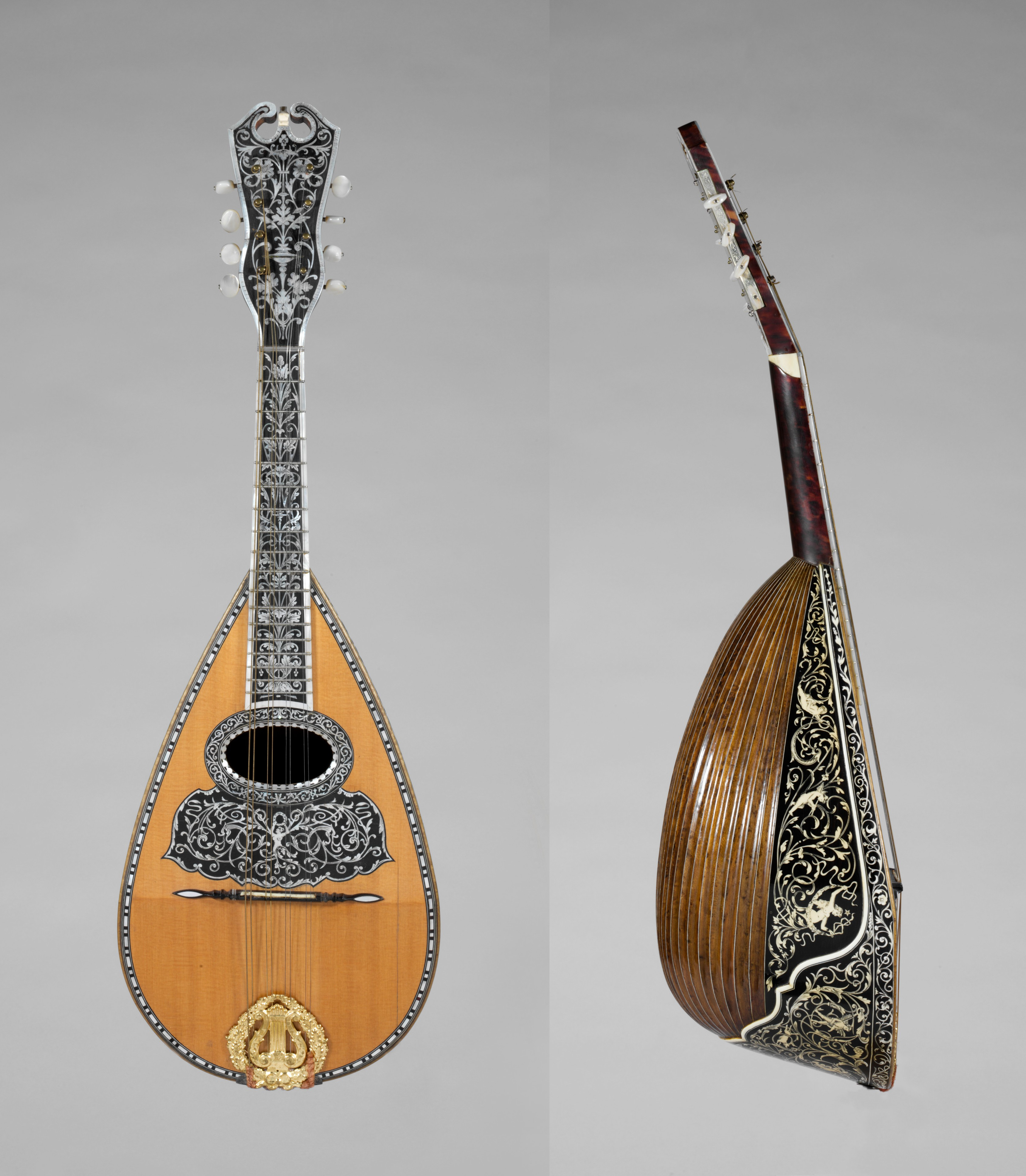
Mandolina neapolitańska – przykład instrumentu o czterech podwójnych chórach

### Lutnia
Lutnie zarówno bliskowschodnie, jak i europejskie posiadają przeważnie podwójne chóry (z wyjątkiem najwyższego chóru, który jest pojedynczy). Liczba chórów w lutni europejskiej wahała się, od 4 w średniowieczu do, nawet 19 w epoce baroku (lutnia barokowa. Chóry wiolinowe były strojone unisono, podczas gdy chóry basowe w oktawach.

### Mandolina
Instrumenty z rodziny mandolin oraz cytary również posiadają zazwyczaj podwójne chóry. Mandolina barokowa posiadała 4 do 6 podwójnych strun wykonanych z jelit. Współczesne mandoliny posiadają 4 podwójne, metalowe struny. Istnieje także odmiana mandoliny o potrójnych (a nawet poczwórnych) chórach, zwana mandriolą, w których ostatnia struna z każdego chóru strojona jest o oktawę niżej.

### Gitara barokowa i Vihuela
Początkowo, gitara tak jak pokrewna jej vihuela była instrumentem o podwójnych strunach jelitowych. Gitara barokowa miała najczęściej 5 chórów, z czego najwyższy chór był pojedynczy. Pary strun wiolinowych strojono unisono zaś struny basowe często w oktawach. Współcześnie spotyka się gitarę dwunastostrunową (posiadającą 6 podwójnych chórów).

### Cymbały
Instrumenty z rodziny cymbałów (takie jak cymbały polskie, santur) posiadają kilkadziesiąt metalowych strun podzielonych na podwójne a czasem nawet potrójne lub poczwórne chóry, strojone unisono. Chóry takie uderza się zwykle pałeczkami.

### Instrumenty o nietypowym podziale chórów
Niektóre instrumenty mają chóry o nierównej liczbie strun. Na przykład saz – odmiana lutni bliskowschodniej, posiada siedem strun ułożonych w trzy chóry. Najwyższy chór jest potrójny, podczas gdy dwa pozostałe – podwójne.